# Carlskrona Läsesällskaps Bibliotek
Carlskrona Läsesällskaps Bibliothek är ett bibliotek i Karlskrona. Bibliotekets boksamling består av omkring 9 000 volymer, och är den äldsta bevarade i Sverige i sitt slag. Sedan 1991 finns biblioteket i Nordenskjöldska gården på Trossö i Karlskrona. Den 19 mars 2024 utrymdes boksamlingen från Nordenskjöldska gården och placerades i ett källarförråd på Stadsbiblioteket i Karlskrona. Karlskrona kommuns kultur- och fritidsförvaltning hade valt att inte förlänga hyresavtalet med den privata fastighetsägaren och man sökte en ny permanent lösning för placeringen av böckerna. Detta startade en protest med över tusen personer, namnunderskrifter och en ny hemsida för Carlskrona LSB. I januari 2025 stod det klart att kommunen kan köpa tillbaka Nordenskjöldska gården. Horace Engdahl, bördig från Karlskrona, välkomnade nyheten med att "Den unika samlingen återgår till att pryda Sveriges vackraste biblioteksrum" 

## Boksamlingen
Under sent 1700-tal upplevde Karlskrona några år av positiv utveckling, efter flera år av krig, stadsbrand och epidemier. Inspirerade av upplysningen tog några individer i staden år 1794 initiativ till att grunda ett läsesällskap. Läsesällskapet bedrev verksamhet fram till 1863, då det på grund av pengabrist upphörde med sin verksamhet. När verksamheten upphörde donerade man hela samlingen, som omfattade omkring 9 000 volymer, till Karlskrona högre allmänna läroverk. I donationsbrevet till läroverket klargjorde man att man ville att samlingen skulle bevaras i sin helhet, och inte delas upp. Under några årtionden var samlingen tillgänglig i anknytning till läroverket, innan den packades ned i lådor. Under mitten av 1900-talet väcktes intresset igen kring boksamlingen, och man insåg dess värde. Samlingen är den äldsta bevarade i sitt slag i Sverige, och ger ett unikt tvärsnitt av Karlskronas och Sveriges kulturhistoria.
Samlingen är (2021) fortfarande i läroverkets ägo, även om den är deponerad hos Karlskrona stadsbibliotek.

## Det nuvarande biblioteket
Under flera årtionden huserade samlingen i läroverket, som senare bytte namn till Af Chapmangymnasiet. Sedan 1991 är samlingen inrymd i Nordenskjöldska gården på Trossö i Karlskrona. Gården hade byggts av viceamiral Eneskiöld och uppförts samma år som läsesällskapet grundades, 1794. Den är namngiven av de sista privata ägarna, innan gården såldes till Blekinge museum. När boksamlingen inrymdes i gården 1991 ritades inredningsmiljön av arkitekten Åke Axelsson, i vad som har kallats den mest uppmärksammade inredningen i Karlskrona sedan Johan Törnströms inredning av kyrkorummet i Trefaldighetskyrkan.
Våren samma år valde den dåvarande skolstyrelsen att deponera samlingen hos kultur- och fritidsnämnden i Karlskrona, för att fungera som en del av Karlskrona stadsbibliotek. Ägarskapet av Nordenskjöldska gården hade då gått över till Svenska kyrkan, som man alltså hyrde lokalen för biblioteket av. Under 2010-talet såldes huset till en privat fastighetsägare, som har fortsatt hyra ut lokal till biblioteket. Om ett nytt eventuellt kulturhus byggs i Karlskrona finns det planer på att flytta biblioteket dit.
Från 1982 till 2021 var Torsten Samzelius bibliotekarie vid biblioteket. I juni 2021 tog Andreas Nilsson över, som även förestår Kungliga Örlogsmannasällskapets bibliotek i Karlskrona.

## Galleri

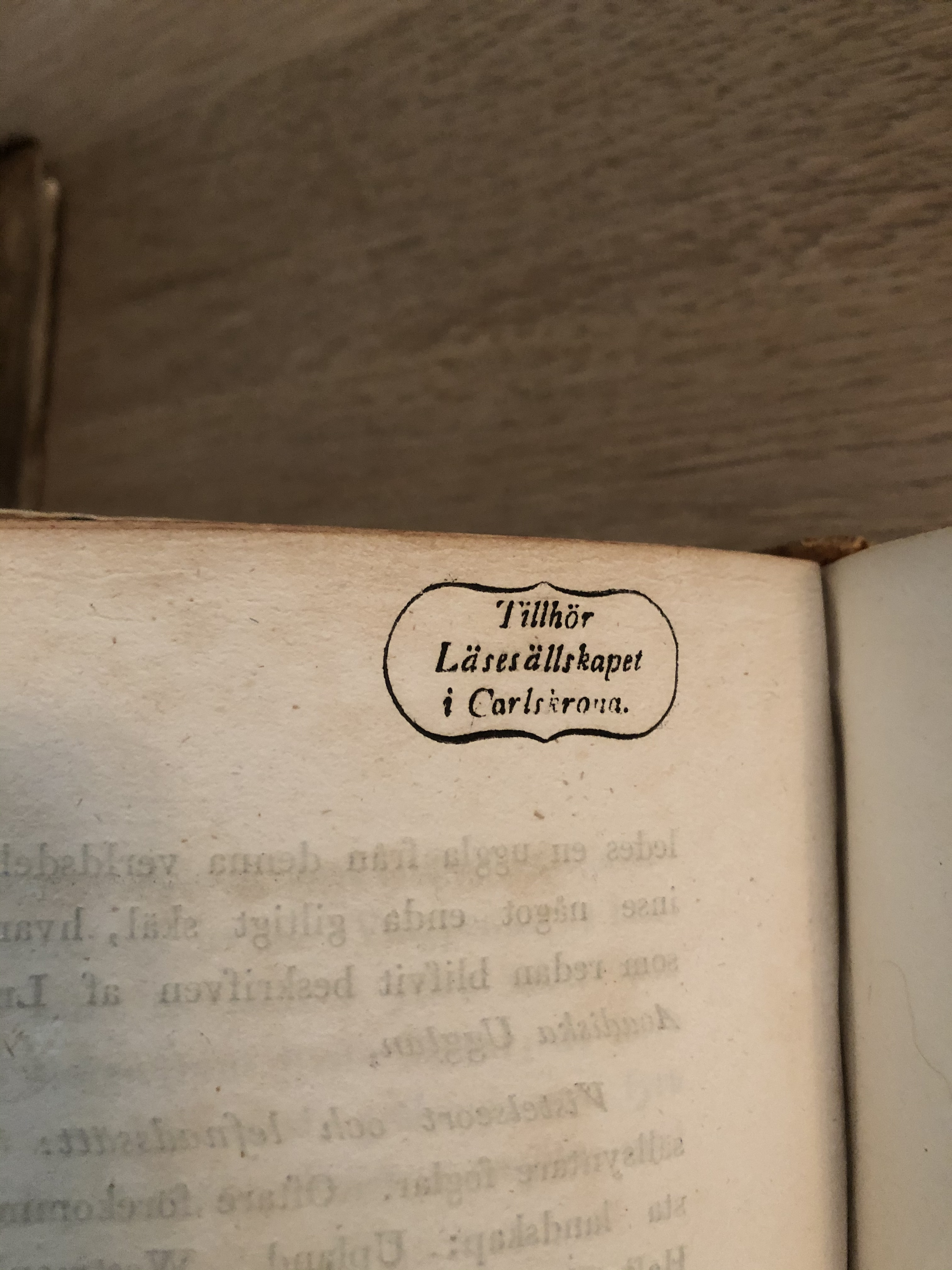
Uppmärkning av bok i samlingen.
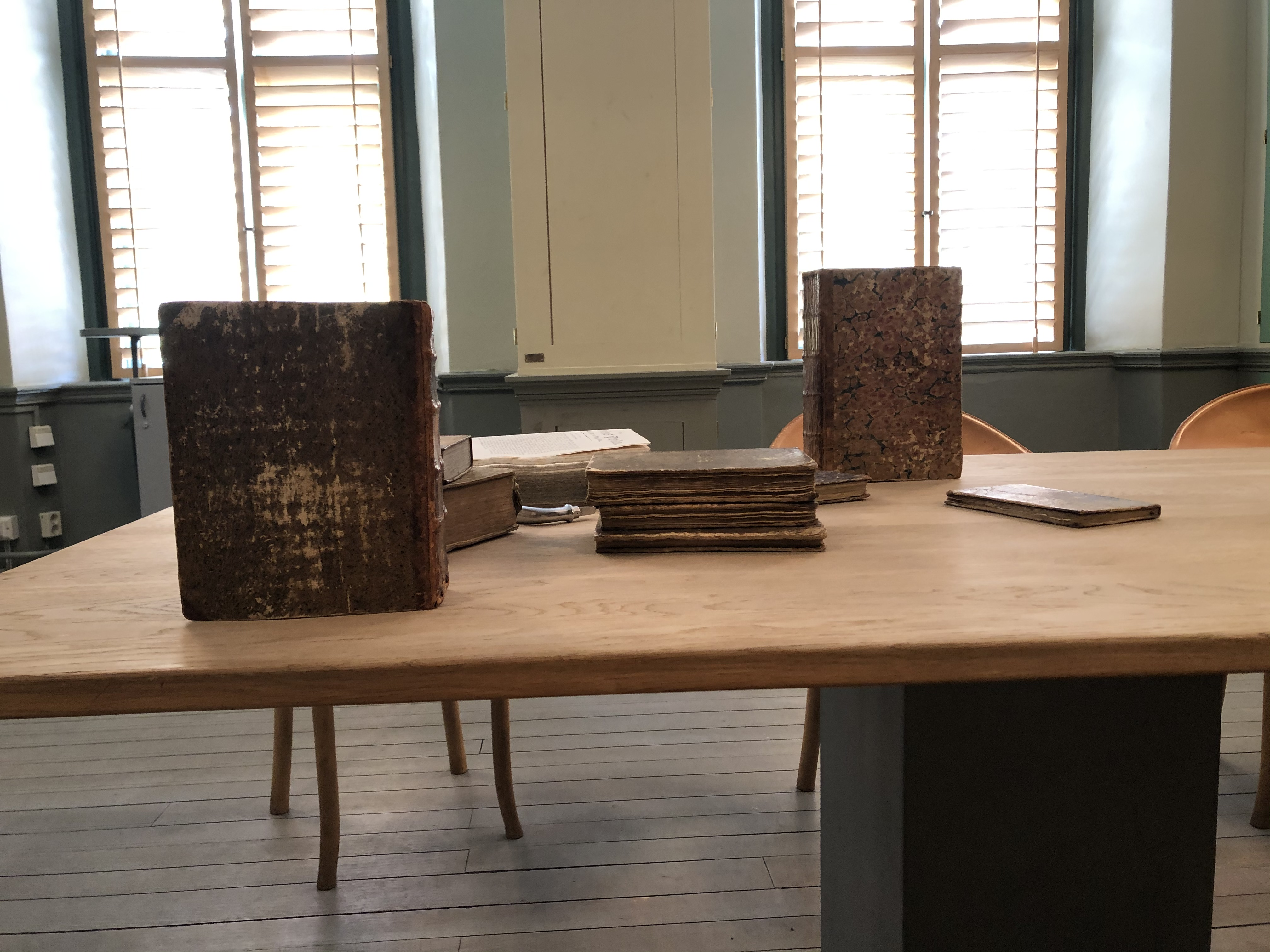
Ett antal böcker i samlingen.
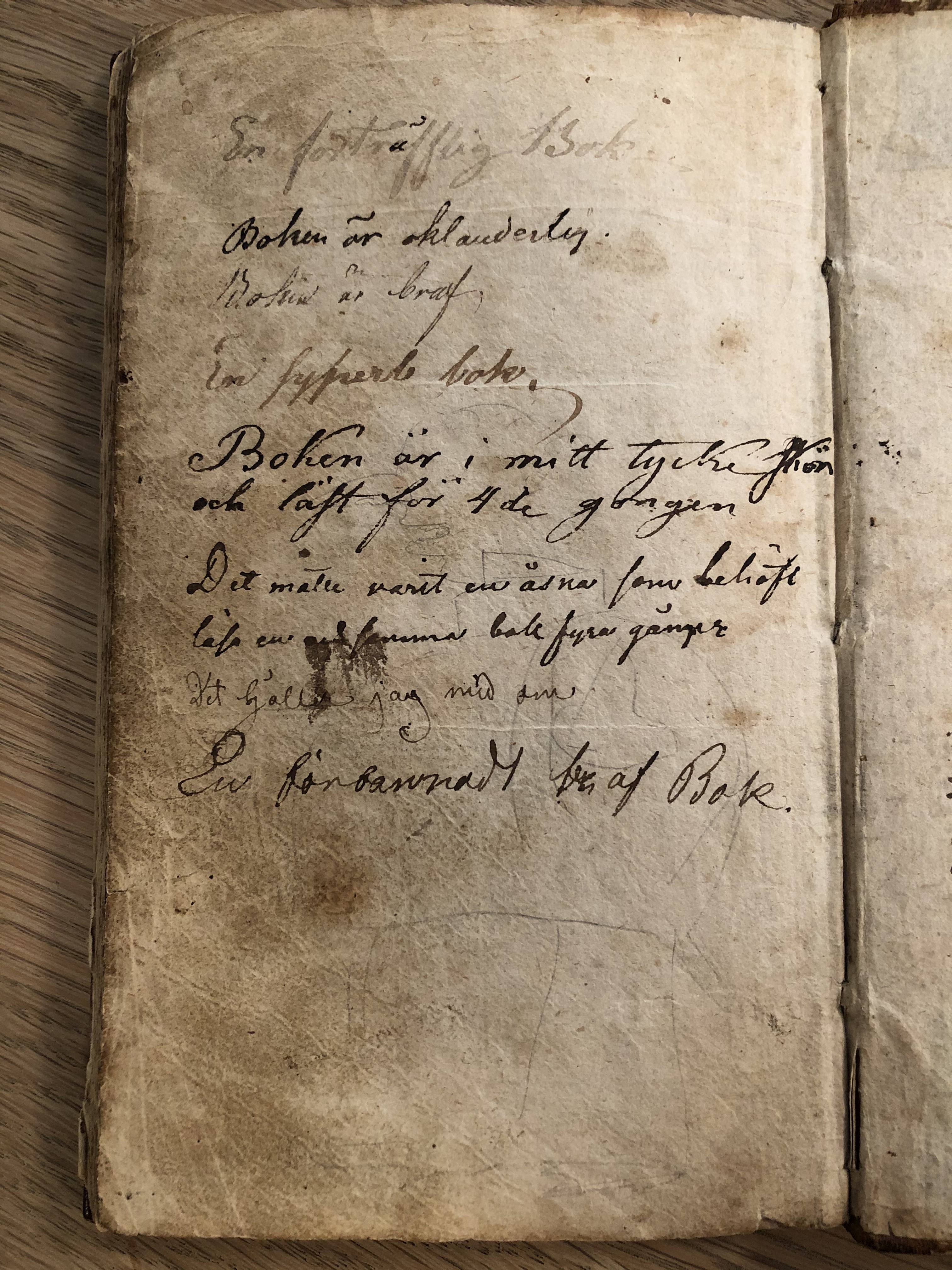
Boksida från bok i samlingen. Dialog mellan läsare av boken.